# Formica baltica
Formica baltica är en myrart som beskrevs av Gennady M. Dlussky 1967. Formica baltica ingår i släktet Formica och familjen myror. Inga underarter finns listade i Catalogue of Life.